# Heterischnus novellae
Heterischnus novellae är en stekelart som beskrevs av Selfa och Diller 1997. Heterischnus novellae ingår i släktet Heterischnus och familjen brokparasitsteklar. Inga underarter finns listade i Catalogue of Life.